# Harry Trommer
Harry Trommer (* 4. Januar 1904 in Reichenbach im Vogtland; † 8. Juli 1980) war ein deutscher Schriftsteller, Sagenforscher und Jurist.

## Leben und Wirken
Nach dem Schulbesuch studierte er Rechtswissenschaft und promovierte 1928 an der Universität Leipzig zum Dr. jur. Als Jurist war er am Amtsgericht Reichenbach, am Landgericht Zwickau und am Oberlandesgericht Dresden tätig. Nach Ende des Zweiten Weltkrieges wurde er stellvertretender Leiter der Stadtbibliothek in Zwickau. Ab 1950 war er journalistisch und schriftstellerisch tätig. 1976 war er in die Biermann-Ausbürgerung involviert.

## Werke (Auswahl)
- Urkundenfälschung und Betrug im Weltkriege. Eine kriminologische Untersuchung. (Kriminalistische Abhandlungen). Ernst Wiegandt Verlagsbuchhändler, Leipzig 1928.
- Unzucht mit Kindern unter Mißbrauch eines Abhängigkeitsverhältnisses. In: Archiv für Kriminologie. 1929, S. 233–240.
- Dänische Rückfallstatistik. In: Monatsschrift für Kriminologie und Staatsrechtsreform. 1935, S. 272 ff.
- Familienväter als Jugendschutzrichter. In: Monatsschrift für Kriminologie und Staatsrechtsreform. 1939, S. 202 ff.
- Der Edle strebt nach Ordnung und Gesetz. Goethes humane Auffassung vom Wesen des Rechts. In: Der Morgen vom 14. August 1949, Nr. 189.
- Stileinheit bei Volkskunstveranstaltungen. In: Volk und Kunst, 2/1950, S. 28.
- Eine Schuloper. In: Volk und Kunst, 9/1950, S. 24
- Das versteinerte Brot und andere alte deutsche Sagen, Fabeln und Märchen. Berlin 1952.
- Deutsche Heimatsagen. Bd. 1, Berlin 1954.
- Wo das Erz in Fülle blinkt. Bergmannssagen. Hofmeister, Leipzig 1956.
- Der stolze Schmetterling. Berlin 1956.
- Der Goldbrunnen. Eine Sammlung alter deutscher Sagen und sagenhafter Erzählungen. Mit Illustrationen von Herbert Bartholomäus. Petermänken-Verlag, Schwerin, 1956.
- Warum der Bär vom Birnbaum fiel. Leipzig 1958.
- Deutsche Heimatsagen. Zeichnungen von Alfred Will. Bd. 2, 6. Aufl., Kinderbuchverlag, Berlin 1962.
- Deutsche Heimatsagen. Zeichnungen von Alfred Will. Bd. 3, 4. Aufl., Kinderbuchverlag, Berlin 1958.